# 錫爾群島 (南設得蘭群島)
60°58′S 55°24′W / 60.967°S 55.400°W
錫爾群島（Seal Islands），是南極洲的群島，處於象島以北約7公里，屬於南設得蘭群島的一部分，被國際鳥盟列為重點鳥區，是2萬雙南極企鵝的棲息地，現時由南極條約體系管理。